# Kuća terora
Kuća terora (izv. Terror Haza) naziv je muzeja koji se nalazi u Budimpešti, a posvećen je obilježjima i žrtvama nacizma, fašizma i komunizma. Muzej je otvoren 24. veljače 2002. godine. Upraviteljica muzeja (od osnutka do danas) je Mária Schmidt. Inicijator i osnivač muzeja je mađarska vlada, na čelu s tadašnjim premijerom Orbánom. Projektu se pristupilo s visokim stupnjem važnosti (često je nazivan projektom stoljeća). Danas, muzej ima preko 1.000 dnevnih posjetitelja i popularna je turistička atrakcija.

## Muzejska zgrada
Zgrada, odnosno palača, izgrađena je još 1880. godine te spada pod građevinu neorenesansnog stila. Fondacija za istraživanje povijesti i društva centralne
i istočne Europe otkupila je palaču 2000. godine, i to isključivo s ciljem izgradnje muzeja. U obnovi i rekonstrukciji interijera i eksterijera sudjelovali su neki od najpoznatijih i najugledijih mađarskih arhitekata (Attila F. Kovács,  János Sándor i Kálmán Újszászy).

## Sadržaj
Tematika muzeja je tzv. dvostruka okupacija, odnosno vlast nacističkog režima koji je trajao svega pet mjeseci i vlast sovjetskog režima koja je trajala od 1945. do 1956. godine. Sadržaj je zorno prikazan slikama koje su zabilježili fotografi amateri tijekom i nakon rata. Na drugom katu muzeja postavljen je sovjetski tenk T-55 kao jedan od simbola terora i okupacije. Posebna pažnja posvećena je nacističkom progonu židova i političkih neistomišljenika, sovjetskom raseljavanju i deportaciji Nijemaca, Mađara i Slovaka, nasilju nad seljacima, radu tadašnjih tajnih službi i sl. (smatra se da je protjerano preko 700 tisuća ljudi).